# Кейша (коммуна)
Кейша́ (фр. Caychax) — коммуна во Франции, находится в регионе Юг — Пиренеи. Департамент коммуны — Арьеж. Входит в состав кантона Ле-Кабан. Округ коммуны — Фуа.
Код INSEE коммуны — 09088.

## Население
Население коммуны на 2008 год составляло 11 человек.
| 1962 | 1968 | 1975 | 1982 | 1990 | 1999 | 2008 |
| ---- | ---- | ---- | ---- | ---- | ---- | ---- |
| 44   | 35   | 22   | 28   | 19   | 18   | 11   |

## Экономика
В 2007 году среди 5 человек в трудоспособном возрасте (15—64 лет) 2 были экономически активными, 3 — неактивными (показатель активности — 40,0 %, в 1999 году было 33,3 %). Из 2 активных работали 2 человека (1 мужчина и 1 женщина), безработных не было. Среди 3 неактивных 1 человек был учеником или студентом, 2 были неактивными по другим причинам.